# Smiliorachis bracaatingae
Smiliorachis bracaatingae är en insektsart som beskrevs av Albino Morimasa Sakakibara och Laroca 1975. Smiliorachis bracaatingae ingår i släktet Smiliorachis och familjen hornstritar. Inga underarter finns listade i Catalogue of Life.